# 奧利安
奧利安（Olean）是美國紐約州卡特羅格斯郡的一個城市。奧利安是卡特羅格斯郡內最大的城市，發揮金融、商務、交通和娛樂中心的作用。據2010年美國人口普查，奧利安有人口14,452人。